# Canthium korthalsianum
Canthium korthalsianum är en måreväxtart som beskrevs av Friedrich Anton Wilhelm Miquel. Canthium korthalsianum ingår i släktet Canthium och familjen måreväxter.
Artens utbredningsområde är Sumatera. Inga underarter finns listade i Catalogue of Life.